# Semidalis amazonensis
Semidalis amazonensis är en insektsart som beskrevs av Meinander 1980. Semidalis amazonensis ingår i släktet Semidalis och familjen vaxsländor. Inga underarter finns listade i Catalogue of Life.